# آرامگاه شیخ حیدر
مقبره شیخ حیدر بنایی است برج مانند که در مجموعه شیخ حیدر و در مرکز شهر واقع شده‌است. این مجموعه زمانی قبرستان قدیمی مشگین‌شهر بوده‌است. این بنا منسوب به شیخ حیدر پدر شاه اسماعیل اول است.

## مشخصات اثر
ارتفاع برج ۱۸٫۵ متر، قطر ۱۰٫۵ و قاعدهٔ آن ۳۴٫۵ است. در مورد قدمت بنا و تاریخ احداث آن اظهارات گوناگونی ابراز شده‌است. دونالد ویلبر معتقد است این بنا از آثار قرن هفت و هشت هجری قمری است و در دوره صفویه به تکمیل و کاشیکاری آن همت گماشته شده‌است. با توجه به تخریب کتیبه برجا مانده مقبره، هیچ سند و مدرکی دال بر احداث این بنا در دست نبوده‌است. اما در سال‌های اخیر توسط آقای قوچانی کارشناس سازمان میراث فرهنگی کشور، کتیبه موجود بر سر در ورودی این برج بازخوانی شده و قدمت آن به سال ۷۳۱ هجری قمری یعنی دوره حکومت ابوسعید بهادرخان آخرین حکمران سلسله مغول در ایران نسبت داده شده‌است.
بندبرج بنا به احتمال قوی از سوره‌های قرآن به صورت کاشی‌های فیروزه‌ای در متن آجر تزئین شده‌است. قبل از اینکه متن آن خوانده شود اینجا را بقعه الله علی‌الله می‌گفتند. داخل مقبره از دو طبقه تحتانی و فوقانی تشکیل شده‌است و درب ورودی سردابه در شمال برج قرار دارد که به وسیله یک راه پله بلند به راه باریک منتهی به سردابه راه یافته‌است. طاق این قسمت بر روی ستون آجری در وسط و دیوارهای جانبی قرار دارد. مدفن شیخ حیدردر منتهی‌الیه سردابه قرار گرفته‌است پلان داخل برج یا اتاق فوقانی به شکل ۱۲ ضلعی منظمی است که هر ضلع آن ۲٫۲ است و به علت احداث شیارهای سراسری در سطح داخلی برج بنا بلندتر ساخته شده‌است و ارتفاع بیشتری دارد.
بنای مقبره که روی یک پی سنگی استوار است در مقابل بارهای وارده مقاوم بوده و سنگ‌های آن با ظرافت خاصی تراش داده شده‌است. در قسمت فوقانی پی، سنگ‌های سفید به ارتفاع ۲۰٫۲ سانتی‌متر -که دور تا دور مقبره را شامل می‌شود- جهت استحکام به بنا چیده شده‌است. در فاصله میان این سنگ‌ها و آجرچینی روی آن در دور مقبره خط کوفی و ریحانی به رنگ آجر دیده می‌شود. متأسفانه بیشتر این خطوط از بین رفته و قابل خواندن نمی‌باشد. در دو طرف بدنه بنا نیز آثار دو سردر با کتیبه‌های کوفی و حاشیه مقرنس‌کاری شده زیبایی دیده می‌شود که قسمت عمدهٔ آن‌ها ریخته‌است.
در مقبرهٔ شیخ حیدر دو نوع کاشیکاری وجود دارد، یکی معرق که در چهار ایوانی بنا با کاشی‌های سفید و آبی سیر تزئین و دور آن مقرنس‌کاری شده و در روی آن نقوش و خطوطی به رنگ آجر -که احتمالاً نشانگر آیه‌ای از قرآن، سال ساخت، معماری بنا یا دیگر اطلاعات مربوط به مقبره بوده- به وسیلهٔ کاشی‌های فیروزه‌ای حک شده‌است. متأسفانه قسمت اعظم این نوشته‌ها از بین رفته و قابل درک و خواند نیست. نوع دیگر کاشیکاری تلفیقی از آجر و کاشیکاری است و در بین پوشش‌های فیروزه‌ای رنگ به ابعاد ۶×۶ سانتی‌متر کار گذاشته شده، به طوری که این کاشی‌ها ساختمان آجری بنا را با زیبایی هر چه تمامتر نشان می‌دهند. به غیر از لفظ جلاله الله، بسم الله الرحمن الرحیم و سوره‌هایی از قرآن نیز به اشکال مختلف هندسی با ظرافت و زیبایی تمام روی بنا نقش بسته‌است.
در طرفین درب ورودی در قسمت شمال مقبره دو گل مرکب از دو مثلث متساوی‌الاضلاع و یک دایره هلالی شکل بر روی دو قطعه سنگ رسوبی کرم رنگ به ابعاد ۷۰×۸۰ سانتی‌متر کنده‌کاری شده‌است.
گفته می‌شود سقف بقعه شیخ حیدر گنبد طلائی داشته‌است که شیخ عبدالغفور ثامن -از وقایع‌نویسان لشکر عباس میرزا در دوره جنگ‌های سیزده ساله ایران و روس- در کتاب تاریخ المعجم و الاسلام در مورد آن چنین نوشته‌است: «در یوم ۱۵ شعبان المعظم سنه ۱۲۱۸ هجری در محضر با سعادت آقای سید شمس‌الدین حاکم شهر به زیارت مقبره شیخ حیدر مشرف شدیم. بقعه، گنبد طلائی داشت که در زیر آفتاب می‌درخشید. بدنه این گنبد به خطوط «الله الله» منقوش است.»
مشهور است که در جنگ بین طایفه قوجابیگلو و نیروهای روسی شامل چهار لشکر به فرماندهی ژنرال فدروف و دلماچوف در سال ۱۲۷۵ ه‍. ش، گنبد طلائی مقبره توسط توپچی معروف روسی مددوف به توپ بسته شده و به غارت رفته‌است.
این بنا در تاریخ ۱۸ تیر ۱۳۱۱ هجری شمسی تحت شماره ۱۸۴ در فهرست آثار ملی کشور به ثبت رسیده‌است. در سال ۱۳۸۰ طرح ساماندهی حریم بقعه شیخ حیدر در جلسه هیئت دولت به تصویب رسید که آن شامل تملک خانه‌های اطراف بقعه، احداث فضاهای آموزشی، پارکینک، موزه کتابخانه و غیره می‌باشد. قسمت‌های اجرا شده یا در حال اجرا شامل رواق‌ها، مسجد جنت‌سرا، موزه، اداره، قسمت تجاری و پارکینگ، فروشگاه زنجیره‌ای، سالن نمایشگاه کتاب، سالن نمایشگاه صنایع دستی، سالن آمفی‌تئاتر، سالن پذیرایی، فضای ارتباطی و مصلی می‌باشد.

## نگارخانه

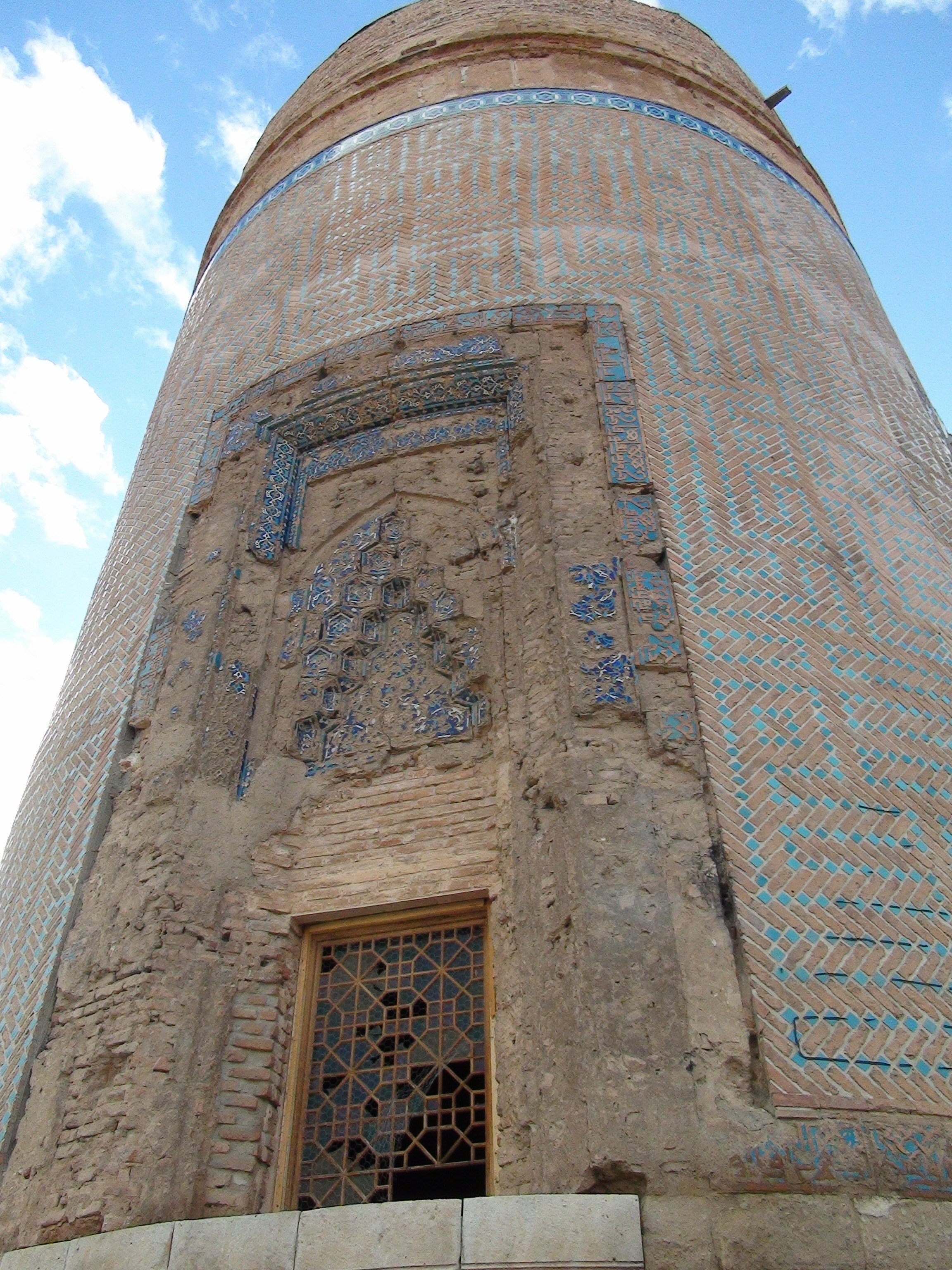
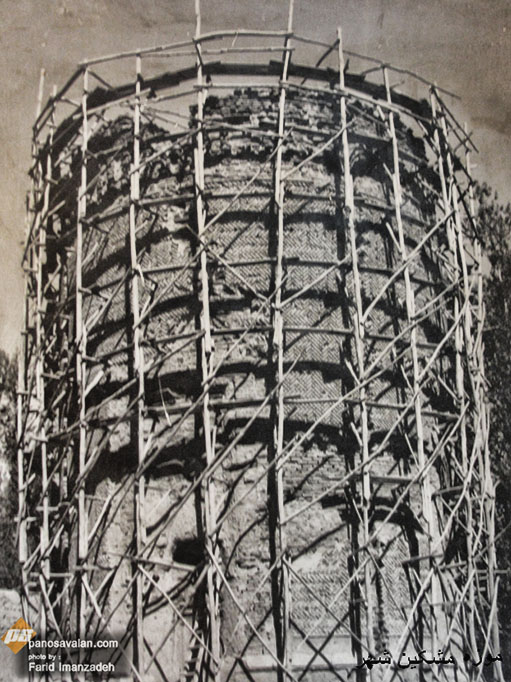
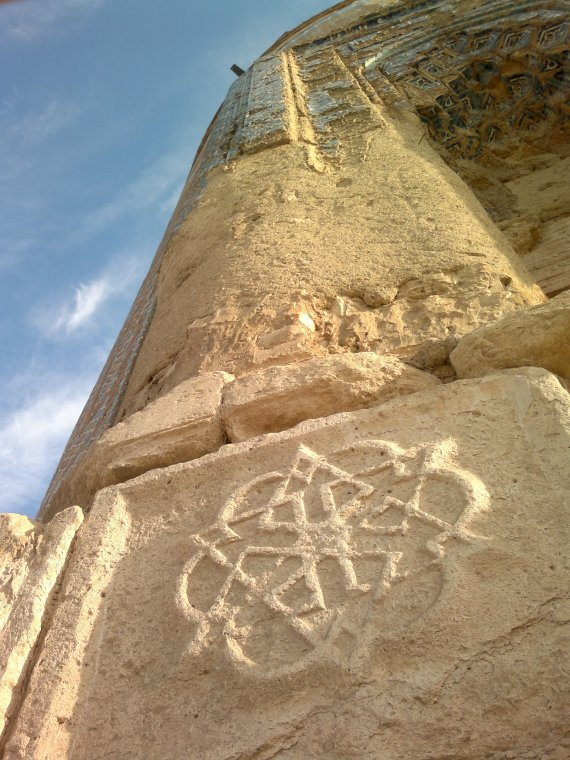
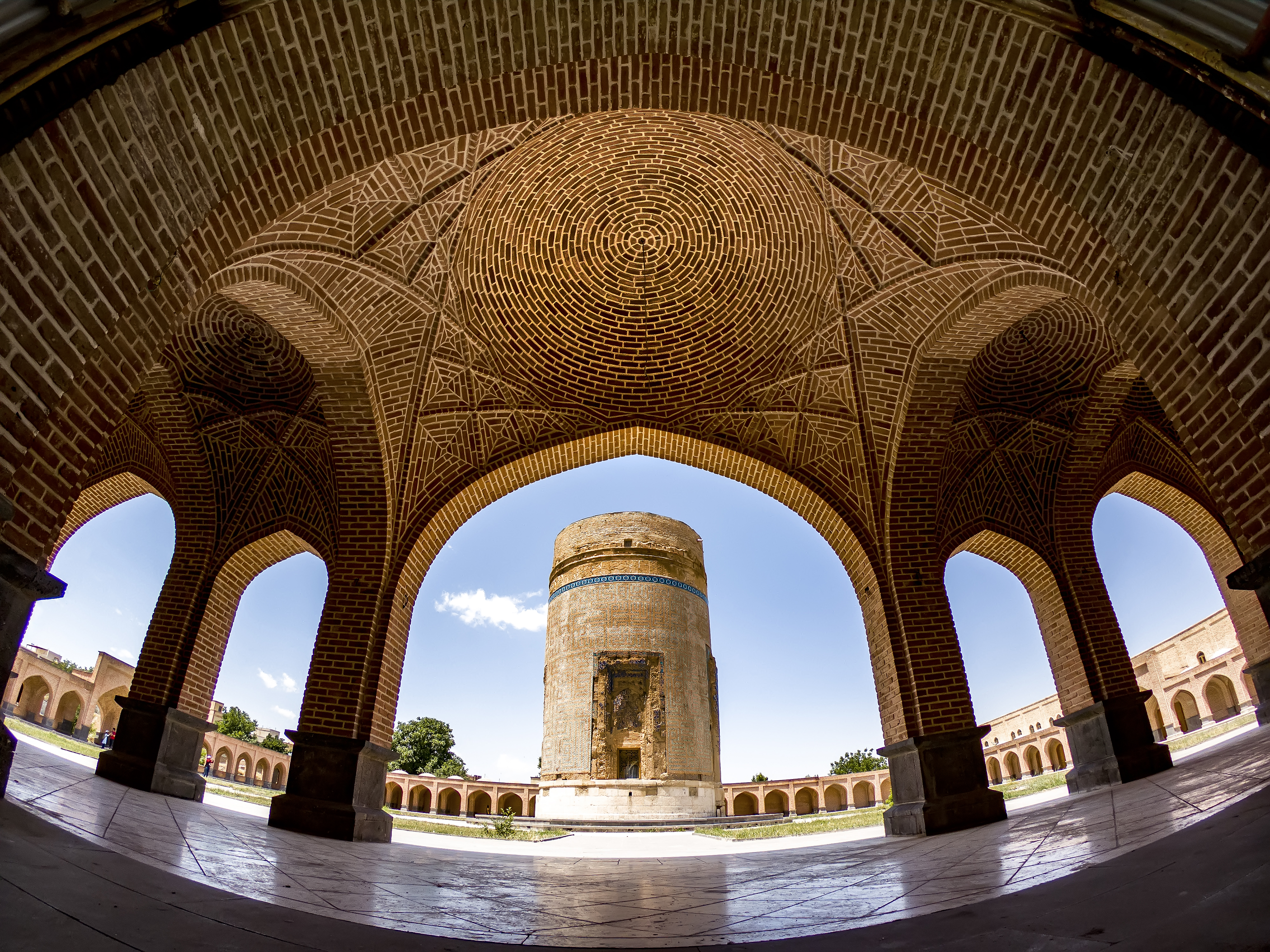

- پرونده:Sheikh Heydar Tomb Historical Photo 2.JPG